# Walter Hassan
Walter Thomas Frederick "Wally" Hassan (25 de abril de 1905 - 12 de julio de 1996) fue un ingeniero automotriz británico, que participó en el diseño y desarrollo de tres motores de gran éxito: Jaguar XK, Coventry Climax y Jaguar V12, así como del coche de carreras ERA.

## Primeros años
Hassan nació en Londres, donde su padre, de ascendencia norirlandesa, era dueño de una tienda de ropa en Holloway. Desde pequeño, su interés natural siempre estuvo en los dispositivos mecánicos. Su tío, aficionado a construir maquetas de barcos, lo animó a volcar sus aptitudes en la creación de máquinas.
Estudió en el Instituto Politécnico del Norte (posteriormente renombrado y fusionado por etapas en la Universidad Metropolitana de Londres) y luego en el Instituto Técnico de Ingeniería de Hackney. También asistió al Politécnico de Regent Street (ahora incorporado a la Universidad de Westminster).

## Bentley
Con 15 años de edad, Hassan se incorporó a Bentley Motors, donde se convirtió en el empleado número 14 de la compañía recién fundada por Walter Owen Bentley. Comenzó a trabajar como instalador en el taller de motores y luego en el taller de chasis, adquiriendo una experiencia completa de los coches con motor de 3 litros y luego en la producción en serie. Con el tiempo se trasladó al departamento de pruebas en carretera a las órdenes el director del departamento experimental Frank Clement, piloto de carreras profesional de la compañía. Esto le permitió participar como mecánico de a bordo en algunas carreras. Fuera de temporada, formó parte del departamento de servicio de Bentley Motors.
Considerado como el mejor mecánico de Bentley, Hasan fue asignado a Woolf Barnato (principal piloto y presidente y accionista de Bentley Motors), con quien estableció una amistad cercana y duradera.
Después de que Bentley Motors se liquidó y quedó bajo el control de Rolls-Royce a finales de 1931, Hassan dejó la compañía y trabajó directamente para Barnato. En 1933, comenzó a construir un coche de carreras que se conocería como el "Barnato Hassan", uno de los bólidos más rápidos que llegó a rodar en el circuito de Brooklands. Más adelante desarrolló un automóvil para Bill Pacey, conocido como el "Pacey-Hassan", que se convirtió en un éxito en los circuitos de carreras británicos en la temporada de 1936. A estas alturas se había convertido en un hombre de familia (se había casado en 1933, y tuvo cuatro hijos), y en consecuencia, buscó un empleo más estable.

## ERA
Posteriormente, Hassan pasó un tiempo en el 'ERA' dirigido por Raymond Mays en Bourne, Lincolnshire, trabajando allí con Peter Berthon en el desarrollo de motores y en Brooklands con Thompson y Taylor en el desarrollo del chasis ERA.
La gran mayoría de las ERA anteriores a la guerra todavía existen y tienen una procedencia continua y verificable, y a pesar de su antigüedad todavía compiten en eventos históricos.

## Jaguar
En 1938 se unió a SS Cars, más tarde Jaguar Cars, como ingeniero de desarrollo en Coventry. Cuando comenzó la guerra (1939) se mudó a Bristol y trabajó en el diseño de motores aeronáuticos para la Bristol Aeroplane Company. Al final de la guerra, regresó a Coventry para continuar trabajando con Bill Heynes en lo que se convirtió en el motor XK.
Este motor se mantuvo en producción con distintas cilindradas desde 1948 hasta 1992. El XK impulsó el coche ganador en las 24 Horas de Le Mans en 1951, 1953, 1955, 1956 y 1957.

## Coventry Climax
En 1950, Hassan se unió a Harry Mundy en Coventry Climax, y diseñaron el motor ligero FW series ("peso pluma"), un motor con árbol de levas en cabeza destinado inicialmente a las bombas contra incendios, pero adaptado con éxito al automovilismo. Propulsando a los coches de Colin Chapman, el motor obtuvo grandes éxitos en las 24 Horas de Le Mans y en Fórmula 2 y Fórmula 1, llevando dos veces a lograr el Campeonato Mundial de Pilotos de Fórmula 1 a Jim Clark y al Team Lotus.
Este motor también se utilizó en coches como el Lotus Elite.

## Jaguar V12
La compañía Coventry Climax fue comprada por Jaguar en 1963. Hassan se unió a Bill Heynes y Claude Baily, los diseñadores originales del motor V12, y juntos desarrollaron el motor Jaguar V12.
En años posteriores, los Jaguar ganadores de las 24 Horas de Le Mans fueron propulsados con un motor de carreras V12 modificado.
Un V12 de 7.0 litros basado en el motor de producción en serie de 5.3 litros impulsó el Jaguar XJR-9 ganador en junio de 1988.
Un Jaguar XJR-12 impulsado por un SOHC V12 a 60 grados de 7 litros ganó en junio de 1990. Durante esa carrera cubrió 4882,4 km a una velocidad promedio de 204,036 km/h, con una velocidad máxima de 353 km/h.

## Jubilación
Hassan se casó con Ethel Murray en 1933 y tuvieron una hija y tres hijos. Se retiró el 28 de abril de 1972 a la edad de 67 años y en 1996 fue galardonado con la Orden del Imperio Británico por sus servicios al deporte del motor. Después de la muerte de Ethel vivió con su hijo, Bill, en Kenilworth, aunque más tarde se mudó a la Motor Industries Benevolent Home y murió en Easenhall, Warwickshire, el 12 de julio de 1996, a la edad de 91 años.

## Imágenes
|  |  |  |  |